# (72594) 2001 FG6
(72594) 2001 FG6 – planetoida z pasa głównego asteroid okrążająca Słońce w ciągu 6,21 lat w średniej odległości 3,38 j.a. Odkryta 19 marca 2001 roku.